# Wiata tepa
Wiata tepa är en insektsart som beskrevs av Irena Dworakowska 1981. Wiata tepa ingår i släktet Wiata och familjen dvärgstritar. Inga underarter finns listade i Catalogue of Life.